# Totò contro Maciste
Totò contro Maciste è un film del 1962 diretto da Fernando Cerchio.

## Trama
Totokamen è un artista che si esibisce nei vari locali d'Egitto assistito dal suo manager, Tarantenkamen. Sfruttando dei trucchi dozzinali, Totokamen millanta di essere il figlio del dio Amon. Il faraone si trova intanto di fronte all'inspiegabile tradimento del fido Maciste, che (drogato con un filtro d'amore dalla moglie infedele del faraone) guida l'invasione degli Assiri. Per far fronte all'emergenza, un ministro che aveva assistito allo spettacolo di Totokamen, si convince che l'uomo è davvero un semidio e lo fa convocare dal faraone.
Totokamen e Tarantenkamen vorrebbero approfittare della credulità del faraone, ma temono al contempo lo scontro con Maciste. Per questo, accettano la richiesta del faraone ma inventano di continuo scuse per rimandare il confronto bellico. Nel frattempo Maciste avanza e la situazione dell'Egitto diventa via via più critica.
Per una serie di circostanze, Totokamen finisce col convincersi di essere davvero figlio di Amon e, nonostante i tentativi di dissuasione da parte di Tarantenkamen, si prepara a guidare davvero l'esercito d'Egitto contro quello degli Assiri, guidati da Maciste. Tra i soldati avversari, Totokamen incontra Sabakis, che gli rivela di essere il suo vero padre emigrato in territorio assiro quando egli era ancora fanciullo. Comprendendo di essersi illuso riguardo alla sua natura semidivina, Totokamen fugge verso il palazzo del faraone, ma qui è comunque costretto a scontrarsi con Maciste.
Grazie ad alcuni lazzi e alle insospettabili capacità atletiche dovute alla disperazione, Totokamen riesce a fronteggiare il possente guerriero fino a quando una fortuita botta in testa riconduce Maciste alla ragione, grazie anche all'esaurimento dell'effetto della pozione usata per plagiarlo. Il faraone scopre quindi l'inganno ordito alle sue spalle dalla moglie, e si riconcilia con la figlia innamorata di Maciste. Totokamen approfitta della confusione per scappare assieme al fido Tarantenkamen ed al vecchio padre ritrovato, e tutti rimangono dell'idea di essere stati davvero salvati da un semidio.

## Critica
Scriveva Morando Morandini: "Quel che infastidisce è la sciatteria della messinscena spettacolare; si respira veramente aria da cinema muto, non c'è più nemmeno l'idea di voler salvare le apparenze di un decoro tecnico. I lazzi del dialogo sono da avanspettacolo di provincia, Totò e Taranto ispirano più pena che disturbo".
E da un articolo senza firma su La Notte: "Nonostante Totò e Nino Taranto si ride poco e male. Ma perché Totò non sceglie meglio i soggetti da interpretare? Tanto i buoni film glieli pagano come quelli brutti".
Ancora un articolo non firmato sull'Avanti!: "Il film condotto sul filo della modesta satira, ha dato la possibilità a Totò di dare sfoggio della sua mimica che, seppure superata, riesce a far ridere ancora. Nino Taranto gli fa egregiamente da spalla".